# Missione italiana per l'evangelo
La Missione italiana per l'Evangelo (MIE) è un organismo di cooperazione evangelico italiano con sede legale a Ceglie Messapica; fondato nel 1969, raccoglie 235 chiese indipendenti, in rappresentanza di circa 5000 evangelici italiani.

## Storia
Istituito con atto pubblico a Firenze il 4 dicembre 1970, quale ente di culto acattolico, è stato creato come contenitore giuridico e non come denominazione, fra chiese indipendenti di diversa estrazione geografica.
Sebbene le chiese aderenti abbiano in comune i punti di fede elencati nello statuto dell'ente, le varie opere mantengono una propria tradizione denominazionale; molte appartengono al mondo pentecostale, altre a quella battista.
Con Decreto Ministeriale 21 gennaio 1975 l'ente ha ottenuto per i propri ministri l'iscrizione al fondo di previdenza pensionistica.

## Dottrina
Non essendo la MIE una denominazione, i punti dottrinali in cui devono riconoscersi le chiese aderenti, sono quelli di base del evangelicalismo.

## Organizzazione
In base allo statuto gli organi dell'ente sono il direttore, il comitato esecutivo e i comitati regionali.

### Comitati regionali
I comitati regionali della MIE sono degli organi territoriali; in base all'indirizzario del 2017, sono 12.

### CATMA
Per poter diventare ministri di culto delle M.I.E. bisogna obbligatoriamente aver frequentato un corso di aggiornamento teologico e metodologia adenominazionale (CATMA), della durata di due anni e i cui corsi si tengono a Vico Equense.
I ministri di culto della MIE, al 2020, sono 129 di cui 33 muniti di decreto ministeriale.

## Diffusione
La MIE è presente con le proprie chiese in quasi tutte le regioni d'Italia, ad eccezione della Valle d'Aosta, Molise e Sardegna.
Le chiese iscritte sono 235 mentre quelle aderenti sono 10.